# Gina Lagorio
Gina Lagorio, pseudonimo di Luigina Bernocco (Bra, 6 gennaio 1922 – Milano, 17 luglio 2005), è stata una scrittrice, critica letteraria e politica italiana esponente della cosiddetta Generazione degli anni trenta. Pubblicò tutti i suoi scritti firmandosi con il cognome del primo marito, di cui rimase precocemente vedova. Ha vinto il Premio Viareggio nel 1984 per il romanzo Tosca dei gatti.

## Biografia
Nata a Bra, visse a lungo in Liguria. Rimase legata alle sue terre per tutta la vita, come emerge dalle sue opere, ispirate a scrittori piemontesi come Cesare Pavese e Beppe Fenoglio, e liguri come Camillo Sbarbaro.
Si laureò in Letteratura inglese all'Università degli Studi di Torino.
Il suo romanzo d'esordio, Polline, è del 1966. Dei successivi libri, Un ciclone chiamato Titti è dedicato alla figlia, mentre Approssimato per difetto è dedicato al marito Emilio Lagorio, scomparso nel 1964.
Si risposò in seconde nozze con l'editore Livio Garzanti.
Fu deputata al Parlamento italiano per il gruppo Sinistra Indipendente dal 1987 al 1992.
Pubblicò opere di letteratura per ragazzi, di saggistica e di teatro (i testi teatrali sono nel volume Freddo al cuore, 1989) e collaborò ad alcuni programmi Rai. I suoi libri sono stati tradotti in molti paesi.
Nel 1986 collaborò alla sceneggiatura del film TV di Raidue Fuori scena, tratto dal suo romanzo del 1979 e con protagonista Valeria Moriconi.
Nel 1991 scrisse il libretto per l'opera lirica di Flavio Emilio Scogna La Memoria Perduta andata in scena nel 2002 per il Teatro dell'Opera di Roma.
Nel 2003 fu colpita da un ictus e raccontò quel doloroso evento nel libro Capita, terminato proprio poche settimane prima di morire. Malata di tumore, morì a Milano il 17 luglio 2005 a 83 anni.

## Opere principali

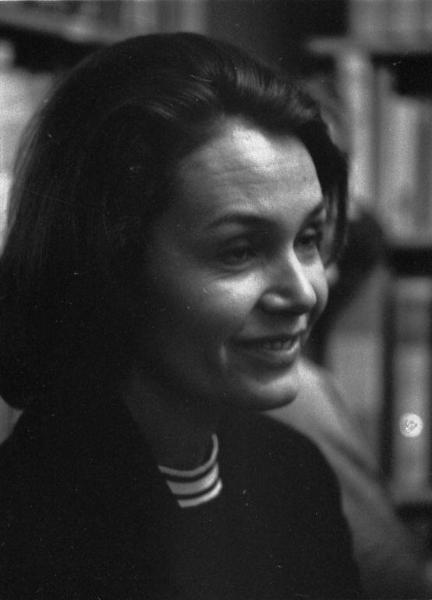
Gina Lagorio nella libreria Einaudi di Milano fotografata da Carla Cerati nel 1963

### Narrativa
- Il polline, Milano, Mondadori, 1966.
- Un ciclone chiamato Titti, Bologna, Cappelli, 1969.
- Approssimato per difetto, Bologna, Cappelli, 1971.
- Qualcosa nell'aria, Milano, Garzanti, 1975.
- La spiaggia del lupo, Milano, Garzanti, 1977.
- Fuori scena, Milano, Garzanti, 1979.
- Tosca dei gatti, Milano, Garzanti, 1983.
- Golfo del paradiso, Milano, Garzanti, 1987.[5]
- Tra le mura stellate, Milano, Mondadori, 1991.
- Il silenzio, Milano, Mondadori, 1993.
- Il bastardo (Il bastardo, ovvero Gli amori, i travagli e le lacrime di don Emanuel di Savoia), Milano, Rizzoli, 1996
- Inventario, Milano, Rizzoli, 1997.
- L'arcadia americana, Milano, Rizzoli, 1999.
- Elogio della zucca, Milano, Rizzoli, 2000.
- Raccontiamoci com'è andata, Milano, Viennepierre, 2003.
- Capita, Milano, Garzanti, 2005 (postumo).

### Libri per ragazzi
- Le novelle di Simonetta, Milano, Ceschina, 1960.
- Attila re degli Unni, Firenze, Sansoni, 1964.

### Teatro
- Non più mille, proposta per un'identificazione (in collaborazione con Vico Faggi), Genova, 1975.

### Saggistica
- Beppe Fenoglio, Firenze, La Nuova Italia, 1970.
- Cultura e letteratura ligure del '900, Savona, Sabatelli, 1972.
- Sui racconti di Sbarbaro, Parma, Guanda, 1973.
- Sbarbaro controcorrente, Parma, Guanda, 1973.
- Angelo Barile e la poesia dell'intima trasparenza, Capua, L'airone, 1973.
- Sbarbaro, un modo spoglio di esistere, Milano, Garzanti, 1981.
- Penelope senza tela, Ravenna, Longo, 1984.
- Freddo al cuore, Milano, Mondadori, 1989.
- Il decalogo di Kieslowski, Casale Monferrato, Piemme, 1992.

## Riconoscimenti
- 1977: Premio Selezione Campiello per La spiaggia del lupo.[6]
- 1983: premio Flaiano, sezione teatro miglior autore per la commedia Raccontami quella di Flic.[7]
- 1984: Premio Viareggio per Tosca dei gatti.[8]
- 1987: Premio Rapallo Carige per la donna scrittrice per Golfo del paradiso.[9]
- 1994: Premio Letterario Internazionale Ceppo Pistoia.[10]
- 1996: Premio dei Lettori (conferito dalla Società Lucchese dei Lettori)[11] per Il bastardo.
- 1997: Premio Grinzane Cavour[12][13] per Il bastardo.
- 2001: "Premio Anthia - Libro ligure dell’anno" per L’elogio della zucca.[14]
- 2003: Ambrogino d'oro.[15]
- 2004: Premio Omegna “Della Resistenza” per Raccontiamoci com’è andata.[16]
- 2005: Premio per la saggistica “Città di San Salvatore Monferrato – Carlo Palmisano”.[17]

Le è stato dedicato il Premio Nazionale Gina Lagorio “Una donna nel mondo”.
È stata insignita della cittadinanza onoraria del comune di Cherasco.
A Varigotti, luogo che fu molto frequentato dalla Lagorio, le è stata dedicata una piazza.